# Valdés (poloostrov)
Valdés je poloostrov na východním pobřeží Patagonie, o rozloze 3 625 km². Nachází se v argentinské provincii Chubut zhruba 1 000 km jihozápadně od Buenos Aires. Poloostrov je pustý (celý má jen asi 500 obyvatel) a vyprahlý, s několika bezodtokými slanými jezírky. Hladina největšího z nich leží 40 metrů pod úrovní oceánu, což z něj činí třetí nejnižší bod Argentiny a celé Jižní Ameriky.
Celý poloostrov je prohlášen za turistickou přírodní rezervaci (španělsky Reserva Natural Turística). Jedná se o významnou lokalitu s populacemi mořských savců a ptáků. V roce 1999 byl poloostrov zapsán na seznam Světového dědictví UNESCO.
Na březích žijí rypouši sloní, lachtani hřívnatí a tučňáci magellanští. Vyskytují se zde i zástupci živočišných druhů jako např. guanako, pes horský, pes argentinský, mara stepní, nandu Darwinův a pásovec malý. V okolních vodách se vyskytují např. plískavice strakaté, kosatky dravé, velryby jižní nebo delfíni skákaví.

## Fotogalerie

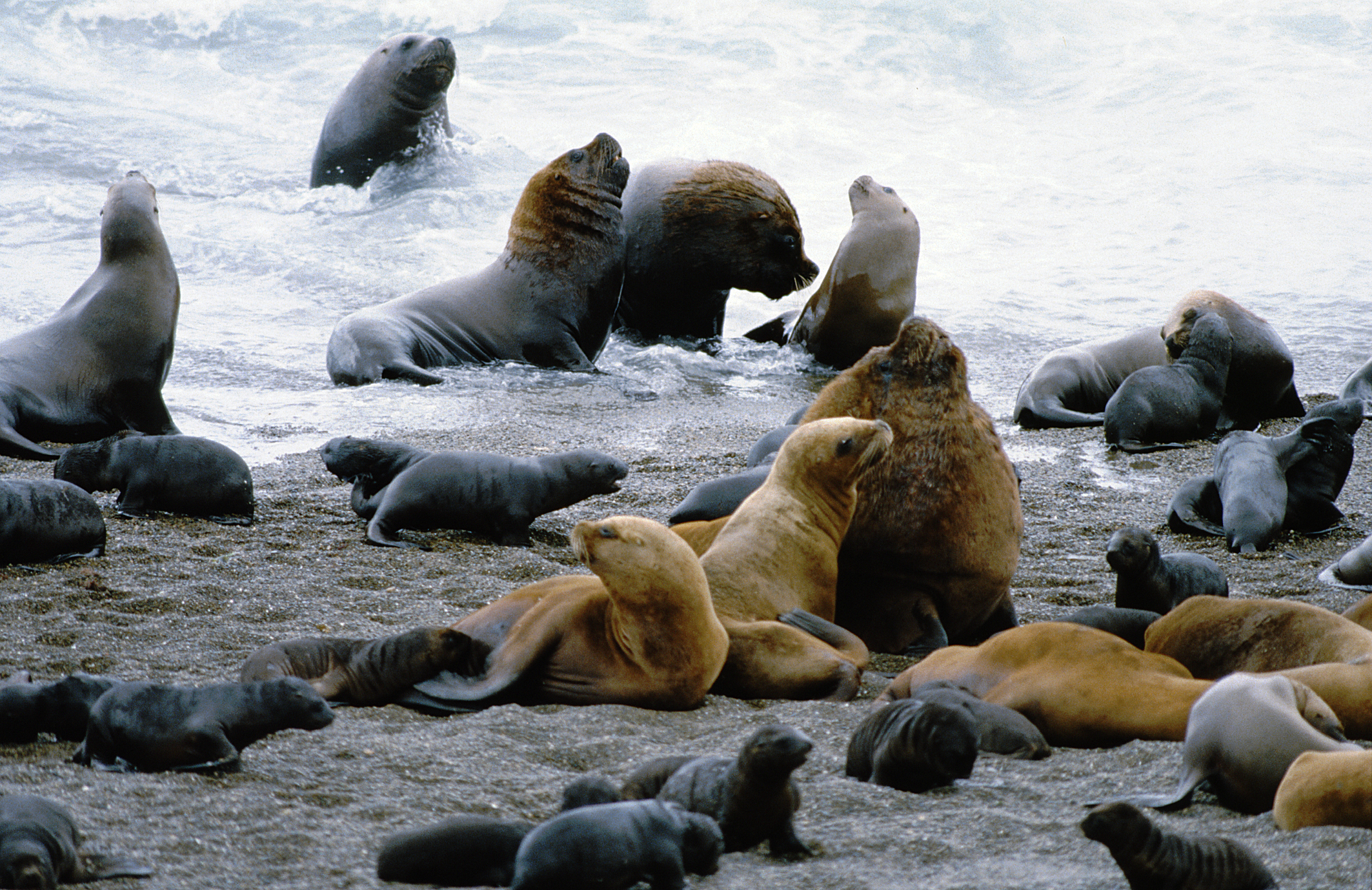
kolonie lachtanů
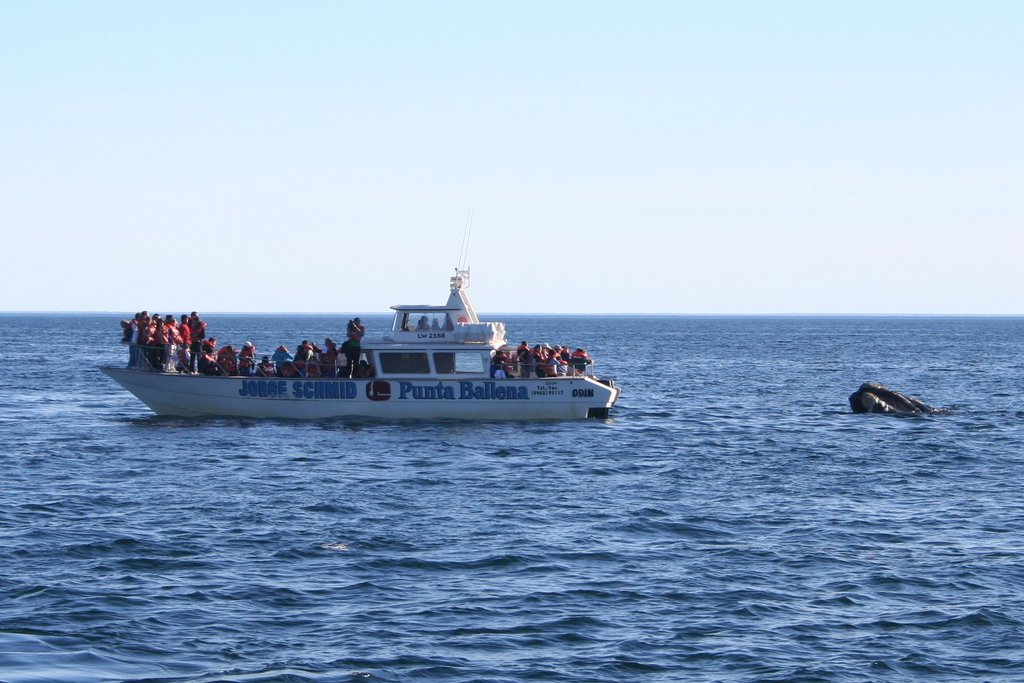
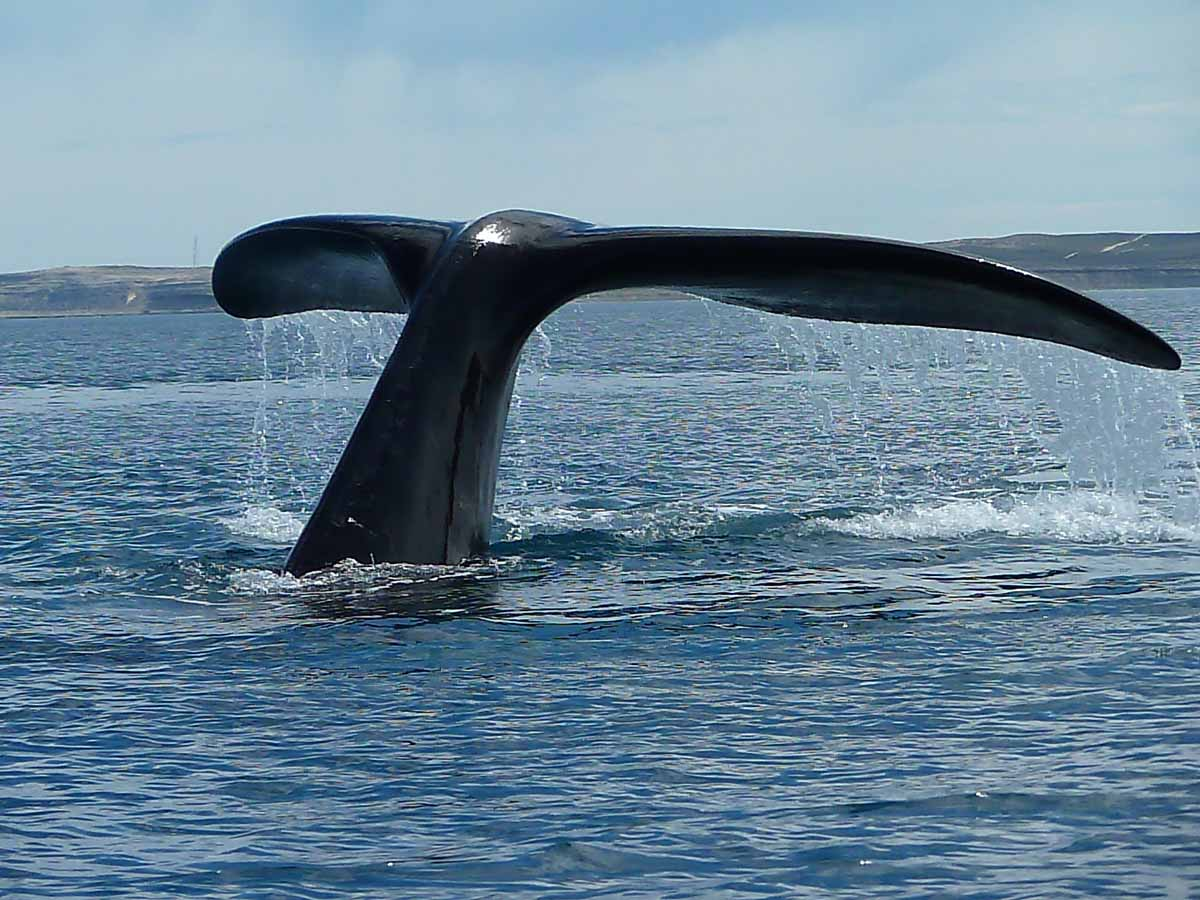
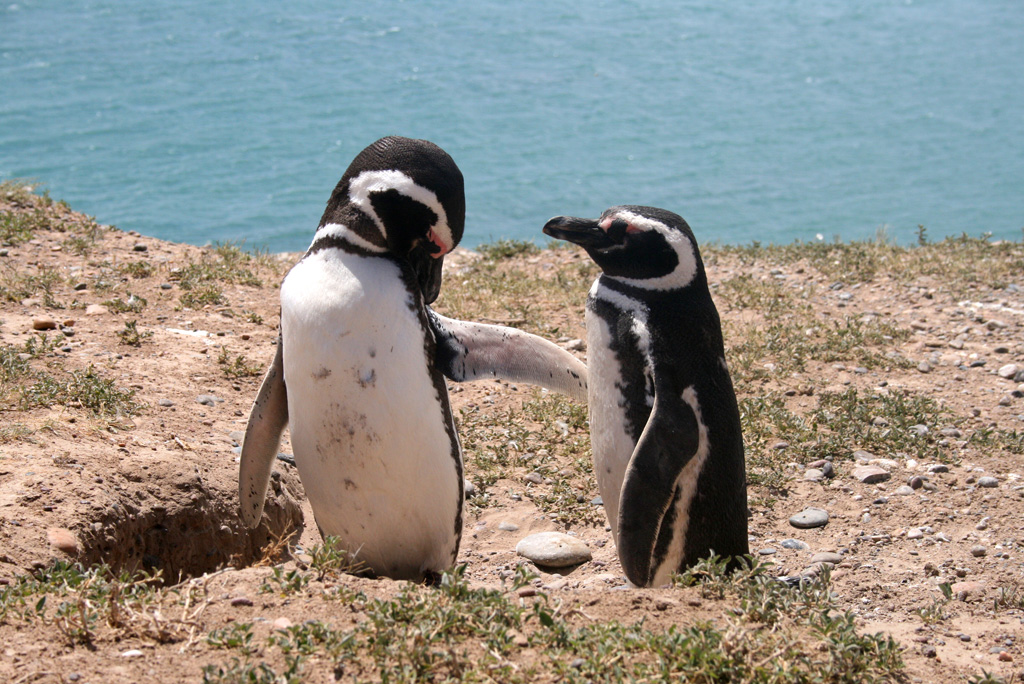